# Alfredo Maria Bonanno
Alfredo Maria Bonanno (Catania, 4 marzo 1937 – Trieste, 6 dicembre 2023) è stato un anarchico italiano.

## Biografia
Alfredo Maria Bonanno, in gioventù cassiere di banca, lasciò in seguito la professione divenendo un teorico dell'anarchismo insurrezionale italiano. Ha scritto il libro La gioia armata (Edizioni Anarchismo, 1977) per cui è stato condannato a 18 mesi di carcere. Bonanno è noto anche per non aver voluto considerare Gianfranco Bertoli come un infiltrato nel movimento, credendo alla sua versione dei fatti dopo la strage della Questura di Milano, condannata dall'ambiente anarchico.
Nel 1997 viene accusato di essere l'ideologo del gruppo denominato ORAI (Organizzazione Rivoluzionaria Anarchica Insurrezionalista), che avrebbe attuato diverse rapine di autofinanziamento, attentati dimostrativi, e un sequestro di persona, e condannato a 6 anni di carcere e 3000 € di multa in appello (in primo grado era stato condannato a 3 anni di carcere). Dei 68 imputati nel processo (denominato «processo ROS-Marini», dal nome del PG Antonio Marini e del Raggruppamento Operativo Speciale dei Carabinieri che condusse l'inchiesta) solo 7 vennero riconosciuti colpevoli (uno fu condannato all'ergastolo).
Il processo è stato visto dall'ambiente anarchico come una montatura. Alfredo Maria Bonanno continuò in seguito l'attività di pubblicista con le Edizioni Anarchismo. Arrestato in Grecia nell'ottobre 2009, con l'accusa di concorso in rapina insieme al compagno Christos Stratigopoulos, è stato poi rilasciato con sentenza del 22 novembre 2010 a causa dell'età avanzata. Nell'ultima parte della sua vita vive a Trieste con la moglie e il figlio terzogenito che porta il suo stesso nome . Muore il 6 dicembre 2023.

## Pensiero

### La gioia armata

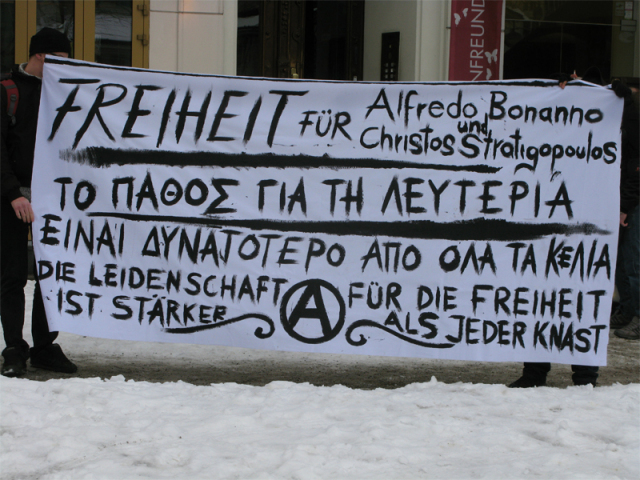
Striscione in solidarietà di Alfredo Bonanno di fronte all'ambasciata greca a Berlino.

Le prime frasi di La gioia armata dimostrano il suo spirito incendiario: «Ma perché questi benedetti ragazzi sparano alle gambe di Montanelli? Non sarebbe stato meglio sparargli in bocca? Certo che sarebbe stato meglio. Ma sarebbe stato anche più pesante. Più vendicativo e più cupo». Sempre dalla stessa opera: «Sbrigati ad attaccare il capitale, prima che una nuova ideologia te lo renda sacro. Sbrigati a rifiutare il lavoro prima che qualche nuovo sofista ti dica, ancora una volta, che "il lavoro rende liberi". Sbrigati a giocare. Sbrigati ad armarti».
Per i contenuti di questo libro, Bonanno è stato condannato a un anno e mezzo di detenzione.

## Il falso testamento politico di Sartre
Alfredo Bonanno è noto anche per aver fabbricato, nel 1978, una falsa opera di Jean-Paul Sartre, pubblicata come Il mio testamento politico, per le Edizioni Anarchismo da lui curate. Le trentanove pagine del breve scritto mettevano in mostra un lato insurrezionalista di Sartre: l'autore scaglia un attacco violento alle istituzioni e alle fondamenta dello Stato, della Religione e del sistema della società borghese, delle quali invoca una fine violenta, il travolgimento dovuto all'avvento, da lui auspicato, di insurrezioni proletarie. Il testo era in realtà una traduzione di un'opera di Joseph Déjacque con minime varianti in riferimento alla contemporaneità, pubblicato con l'intento di rivolgere una critica sardonica nei confronti della sinistra "mainstream" e quella filostalinista dell'epoca, verso la sua accettazione passiva di qualunque testo in base al semplice nome dell'autore e alla lentezza del fact checking. La divulgazione di quello scritto apocrifo e incendiario sarebbe costata a Bonanno anche una minaccia di denuncia da parte del filosofo esistenzialista.

## Scritti
- La gioia armata, Edizioni Anarchismo, 1977.
- (EN) Armed joy, Elephant Editions, 1998.
- (ES) El placer armado, Ediciones Cuarto Asalto.
- Hybris. Distruggere la religione, Biblioteca di Anarchismo - 9/10 2003.
- Trattato delle Inutilità. Parte prima: Jamais, Biblioteca di Anarchismo - 1/2/3 2000.
- Trattato delle Inutilità. Parte seconda: Rien, Biblioteca di Anarchismo - 11/12/13 2012.
- Nuove svolte del capitalismo, Opuscoli provvisori - 21 2009.
- I giovani in una società post-industriale, Opuscoli provvisori - 19 2009.
- Errico Malatesta e la violenza rivoluzionaria, Opuscoli provvisori - 17 2009.
- Internazionale Antiautoritaria Insurrezionalista, Opuscoli provvisori - 14 2009.
- Come un ladro nella notte, Opuscoli provvisori - 13 2009.
- Critica del sindacalismo, Opuscoli provvisori - 12 2009.
- Anarchismo insurrezionalista, Opuscoli provvisori - 10 2009.
- La bestia inafferrabile, Opuscoli provvisori - 9 2009.
- Chiusi a chiave. Una riflessione sul carcere, Opuscoli provvisori - 8 2007.
- La tensione anarchica, Opuscoli provvisori - 7 2007.
- Distruggiamo il lavoro, Opuscoli provvisori - 4 2007.
- La gioia armata, Opuscoli provvisori - 2 2007.
- Io so chi ha ucciso il commissario Luigi Calabresi, Opuscoli provvisori - 1 2007.
- A mano armata, Pensiero e azione - 14 2009.
- Saggi sull'ateismo, Pensiero e azione - 13 2009.
- Solchi, Pensiero e azione - 12 2009.
- L'ateismo di Paul-Henry Thiry d'Holbach, Pensiero e azione - 11 2009.
- Nicola Abbagnano. Critica dell’esistenzialismo positivo, Pensiero e azione - 21 2013.